# ヘルタースケルター (漫画)
『ヘルタースケルター』は、岡崎京子による日本の漫画。

## 概要
- 1996年まで、祥伝社の『FEEL YOUNG』に連載されていた。ストーリーは未完。
- 『ヘルタースケルター』連載終了直後の1996年5月、岡崎は交通事故に遭い意識不明の重体となった。療養生活の中、2003年に『ヘルタースケルター』単行本化に際して原稿チェックを行っていた。
- 第8回手塚治虫文化賞マンガ大賞を受賞。この際、事故で療養中の岡崎に代わり彼女の弟が朝日新聞に受賞コメントを寄せた。
- 2012年に実写映画化され、7月14日より上映された。

## ストーリー
素性不明の人気ファッションモデル・りりこは、実は全身を作り変えるほど危険な美容整形手術を施しているという重大な秘密を抱えていた。りりこは、その美貌でトップスターになっていくが、美容整形の激甚な副作用と仕事のストレスで、心身共に蝕まれていく。
結婚を狙っていた御曹司の裏切り、自身を整形した美容クリニックの隠された犯罪を追う者、生まれながらに美しいがゆえ美に執着しない「期待の新人」である後輩・こずえが登場し、りりこは窮地に追い込まれていき、現実と悪夢をさまよう。そして付き人の内部リークもあり美容クリニックの違法行為が発覚し、りりこの全身整形の事実も公開され、マスコミの格好の対象にされたりりこは記者会見を行うことになる。そのとき既に、彼女の身体も心も崩壊状態だった。皮膚は剥がれ落ち、拳銃を手に入れていたりりこは、大衆の目の前で自らの頭を撃ち抜き、まさに伝説となるつもりだったが、幻覚と似た境遇で育った刑事に会ったことで錯乱し、記者会見直前、えぐり抜いた自らの左目を楽屋に残し失踪する。
数年後、将来の目標が特になかったこずえは結局流されるままモデルを続け、次第にプロ意識を持ちモデルとして確固たる地位を確立していた。海外のロケに出ていたこずえはスタッフに連れられてフリーク・ショーを見学する。そこで出会ったのは、眼帯を着け見世物として出演しているりりこの姿だった。

## 登場人物
りりこ / 比留駒はるこ（ひるこま はるこ）
本作の主人公。年齢や経歴が全てが謎に包まれた今大人気のファッションモデル。前年には全くランクインしていなかった全ての人気ランキングにランクインし、最近では映画にも出演した。元はブサイクの太った大女（87kg）であり、上京した時に騙されてデブ専風俗店で働かされていた。ある時、多田にその太った容姿に隠された完璧な骨格を見込まれスカウトされ、骨格や目玉、爪、髪、耳、性器以外の全身のありとあらゆる箇所に大掛かりな整形を施し、モデルとしてデビューし大人気となる。女子中高生からの支持が高い。テレビでは天然ぶったり、可愛いキャラクターだが実際には奔放かつ自己中心的な性格で、感情の起伏が激しく身勝手な振る舞いをしては周りに迷惑を掛ける（しかしそれは薬の副作用でもあった）しかし、頭が良く、視聴者の要望はしっかり答えており、「美貌の秘訣」を聞かれ「よく食べてよく寝て、アロマテラピーにハマり、週に1度水泳で2km泳ぐ」という「自然体のくらしが魅力の秘訣」と答えたが、内心では「バーカ！なわけねぇだろ！」と嘘をついており、実際は体重を維持するためにお腹をすかせて目が冴えて睡眠薬を飲んでも眠れず、美しい白い肌をキープするために時間とお金を費やしていた。ある意味ではプロ根性は周囲よりも高く、忙しさ故に1日3時間も寝ておらず、ベッドに入っても疲れすぎて目が冴えて眠れない状況ながらも、メンテナンス手術のために2週間から1ヶ月仕事を休む事を嫌がったり、手術の痛みに号泣しても耐えきり、副作用で嘔吐しても仕事では「カリスマモデル・りりこ」を完璧に維持するなどタフさがある。しかし内心では将来や周囲の美しさに劣る事を心配し、自分の芝居力の無さやトーク力の無さも自覚しており、不安ばかり抱えている。恋人も実際好きではなく、将来安泰なために付き合っており、内心では「くそったれの親がかりの甘ったれ野郎」とバカにしている。一方で、家族思いの優しい一面もあり、病気で床に伏せる父の反対を押し切り上京したことを気にかけたり、実家に仕送りをしている。妹・ちかこにだけは「姉・比留駒はるこ」を唯一見せる事が出来た。ちなみに両親はりりこの活躍を知っている。ちかこに「あんた太ったね。でもあの頃のあたしよりマシ。痩せなよ目を二重にしなよ。あたしがお金出すから」とアドバイスした。しかし、実際には社長はちかこがりりこに会いに来た事をりりこに隠し、会えたのもちかこがこっそりりりこに手紙を書いたからであり、ちかこにより父が病気が治り働いている事やちかこまでバイトをしており、仕送りを社長がしていない事が発覚し「さすがに酷すぎる」と抗議したが、社長に「お前の整形費用と維持費がとんでもなくかかっている。惨めだったお前を拾い上げたのはあたしだ。感謝しろ」と言いくるめられてしまう。気丈に振る舞うりりこだったが過剰な整形手術の後遺症や整形を維持するための違法薬物の摂取、崩れ行く美貌、恋愛、仕事（芸能界）のストレスが強くなり、心身ともに極めて不安定な状態にある。実家は貧しく、毎日母が働いていたうずらの缶詰工場からもらう「うずらの卵の醤油煮」を食べていた。そのためか、同情される事を嫌っており、「同情なんかいらない。無視されるか笑い者になった方がマシ」と考えている。喫煙者で風呂に入りながらタバコを吸うほど。麻田が置いていった過去の写真を処分しなかったため、耐えきれなくなった羽田が裏切り、マスコミ各社に写真を無記名で送りつけ、定期的な治療と投薬を止めたりりこはすでに体のあちこちがボロボロであり、国民の期待以上の見せものとなっていた。しかし、りりこは冷静であり、社長に収支決算を聞き、「赤字だ」と激怒されたが、「結構早く使いモンにならなくなっちゃったね。ママ（社長）の最初の約束も守れなかった。で、どうするの？あたしの廃棄処分は？」と自らの身を案じるよりも社長や会社、仕事の今後の行方を案じていた。記者会見直前に左眼球だけ残し(映画版では、記者会見中に自ら右目をナイフで刺した)、逃亡後の5年後に羽田や奥村と共にメキシコにある「フリーク小屋（見世物小屋）があるクラブ」で働いているのを、後輩のこずえに見つかった。
映画版では本名の下の名前が「春子」と漢字表示になっている。
麻田（あさだ）
胎児売買事件を追う検事。飄々としており、滅多なことには動じない。美容クリニックの違法な医療行為を調査している。整形したりりこと美容クリニックとの関係について直感的に事件の匂いを嗅ぎつけている。りりこに興味を持つようになり、彼女を「タイガー・リリィ」と呼ぶ。美に関して独自の解釈を持ち「年老いることは怖い事じゃない」「若さと美しさは同義じゃないよ。若さは美しいけれども、美しさは若さではないよ。美はもっとあらゆるものを豊かに含んでいるんだ」と話す。りりこが整形だとすぐに判断し、（「表情筋と皮膚があっていない」など）りりこの破滅も最初から見抜いていた。りりこの妹・ちかこに近付くも、ただ3時間お茶しただけであった。5年後に偶然再会したちかこは優しい麻田に惚れており、麻田に好かれるために痩せて整形し上京していた。しかし麻田はその姿を「ミニ・タイガー・リリィ」とし、美しいとは感じず「この街にはちっちゃなタイガー・リリィでいっぱいだが、りりこほどタフなタイガーはいない」と語り、りりこの容姿ではなく、内面と生き様に惚れているような発言をした。幼少期に両親が殺害されたような回想とも幻覚とも似つかない表現がある。
映画版では「誠（まこと）」という下の名前が設定されている。
羽田みちこ（はだ みちこ）
りりこのマネージャー。公私共にりりこに翻弄されており、彼女から身勝手で性質の悪い嫌がらせ（顔に口に含んだ水をかけられる、夜中に季節外れの果物を買いに行かされる）に度々遭っているが、魅入られて逆らえず、マゾヒストと化す。奥村と交際している。普段はりりこからは「羽田ちゃん」と呼ばれている。りりこの整形前の姿はおろか、整形すら知らない。
映画版では下の名前が「美知子」と漢字表示になっており、りりこと同年代ではなく中年女性になっている。
多田（ただ）
りりこやこずえが所属するモデル事務所の太った派手な女社長。りりこの秘密をプロデュースした張本人であり、彼女の秘密を共有する人物の一人。14歳の息子・ヨシキと下の子供・マリエ（年齢不詳）がいる。夫は他界している。自身も元モデルであり、りりこの容貌は若い頃（25年以上前）の自分をそのまま再現したものである。彼女にとってりりこは「夢」である。つまり、りりこは彼女にとって「反復」もしくはレプリカントであり、「1人の人間」とは見ていなかった。りりこから「ママ」と呼ばれる。先見の明があり、初めて会った時の、りりこを「デブで、でかくてとんでもないおかちめんこだったが、骨格が素晴らしかった!!奇跡のようだった。この世のものとは思えない美しい骨組みをしていた。目も鼻も口もみんな肉に埋まっていたけど、配置は悪くなかった。その土台の微妙なバランスと配置を変えればいい」と、りりこの皮を剥ぎ、脂をとかし、肉を削ぎ、肉を詰め、歯を抜き、肋骨を削って作った「昔のあたしそっくりに美しくなった娘」を作り上げた。りりこにとっては第二の母親であり、夜中に薬や手術の副作用で助けを求めるりりこに駆けつけて抱きしめたりはするが、りりこの稼いだ金をりりこが「家族に何%送る」という約束を破り、「毎月ちゃんと口座に振り込んでます」と嘘を付き（りりこは妹・ちかこから一切仕送りがない事実を聞いていた）、「お前は維持費がかかりすぎてる。最初の設備投資の回収だってまだなくらいなんだよ。分配されるお金が少ないのは仕方ないんです」と言い、さすがに頭にきたりりこが反論しようとすると「お前はあたしを疑うのかい？あんな惨めだったお前を拾い上げたのはこのあたしだよ」と話をすり替えた。しかし、羽田が巻き起こしたスキャンダルのせいでりりこは窮地に追い込まれた際に記者会見を設け、弁護士が書いた原稿を構成作家に頼み、りりこっぽくした原稿を渡したり、りりこのせいで他のモデルもぽろぽろやめていったり仕事もキャンセル続きながら、りりこに「あたしの廃棄処分は？」と聞かれた際に「最後まで責任持ちます。あんたをこうしたのはあたしなんだから。あたしがあんたを作り上げたんだ」とりりこの責任を取ることを話した。5年後も相変わらず事務所の社長を続けている。メキシコのロケに同行しており、スタッフに「フリークてんこもりのクラブがある」とりりこがいるクラブを誘われたが「嫌だそんなところ。美味しいロブスターの店があるって！そこ行こう」とりりこの店に行くことはなく、再会しなかった。
映画版では「寛子（ひろこ）」という下の名前が設定されている。
吉川こずえ（よしかわ こずえ）
りりこと同じ事務所に所属する後輩モデル。全身整形のりりこに対して、こちらは天然の美人。自然体の純真さを売りにしており、後にりりこの人気を脅かす存在となる。赤ちゃんの頃からモデルをしているが、芸能界でのし上がっていく気は全くと言っていいほど無い。私生活でも都立高校に電車で通い、男性向け週刊漫画誌を読みながらクスクスと笑っているのを一般人に目撃されている。また、社長が仕事をたくさん入れるため高校の進級が危ういが追試や補習を受けて卒業したい意思はあるようである。美に対して「皮一枚剥いでしまえば人間はみんな同じ」と思っているが、本人がその皮一枚が美しいから思える事を気付いていない。りりこが消えてからも、やる事はなくただモデルを続けていた。成人し、海外での撮影でりりこを見る。
映画版では性格がガラリと変わっており、売れたい気持ちも強く、食べた物を吐くのを勧めるようなインタビューを答えている。
岡崎の別作品『リバーズ・エッジ』にも登場している。本作において、「若さ」「美しさ」「無垢」を象徴するキャラとして描かれている。
沢鍋錦二（さわなべ きんじ）
りりこのメイク担当。オカマ。通称：キンちゃん。りりこの全身整形を知らなかったが、後遺症の痣が出来たことにより、りりこが泣き叫び、社長がついに全身整形を明かした。代償に社長から亡き夫の形見である高い指輪をもらう。りりこの扱いに慣れており、彼女がモデルを辞めると暴れた際には「りりこ以外代わりはいない」となだめて収めた。
南部貴男（なんぶ たかお）
りりこの恋人。大企業・南部デパートの御曹司。りりこと交際しているがうわべだけの関係であり、政治家の娘・恵美利を婚約者にしている。りりこが恵美利に嫉妬したことから、彼女共々人生を狂わされることになる。
奥村信輝（おくむら のぶてる）
みちこの恋人。駆け出しのカメラマン。りりこのみちこへの嫌がらせに巻き込まれる。りりこに次第に惚れ始めて仕事まで辞めてしまう。
映画版では名前が「伸一（しんいち）」に改名されている。
田辺恵美利（たなべ えみり）
貴男の婚約者。大物政治家の娘。貴男のりりこへの恋慕に気付いたことによる行動が、彼女を取り返しの付かない方向へと導いていく。
保須田（ほすだ）
検察庁事務官。麻田と共に胎児売買事件を調査する。
映画版では「久美（くみ）」という下の名前が設定されている。
比留駒ちかこ（ひるこま ちかこ）
りりこの実妹。ブサイクで太った大女。整形前のりりこを思わせる容貌であるため、周囲に存在を伏せられている。姉思いの心優しい性格。修学旅行で東京に来たため、りりこのモデル事務所を訪ね、社長には会えたが、りりこには会えなかった。後に手紙を書いてりりこがわざわざ自身が休みの日に羽田を使い「りりこのファン」として呼び出し、誰もいない海辺で再会した。りりこの事を「お姉ちゃん」「姉ちゃん」と呼び、手紙で書く事や電話する事で辛くなり連絡出来なかった事を謝罪された。その事は気にしておらず、姉の活躍を誇りに思っており、りりこが3時間ドラマに出演した事を褒めていた。りりこが唯一素直に弱音を吐ける存在。りりこによれば、昔の自分よりもマシな容姿。りりこはギャラの何%かを仕送りしていると思っていたが、ちかこに「お金ちゃんと届いてる？」と聞くと「お金って何？なんのこと？大丈夫だよ。父さんの病気も良くなったし、あたしもバイトだってしてるし」と話したことで、りりこは社長にギャラの何%かを実家に仕送りする約束をしていた事が実は全くしていなかった事が発覚する。姉に憧れを抱き、彼女を探る麻田に淡い恋心を抱く。りりこの援助により目を二重に整形したことで美に目覚め、1ヶ月で5.8kg痩せた。学校では「ブー子」と呼ばれ、掃除を全て任せられてもニコニコしており表向きにはいじめられなかったが、同級生から「あのトロさがウゼェんだよな」「目を整形した 分かりやすすぎる」「風邪引いてやせたなんて嘘だ」と言われ、さらに麻田と会っていたのを見られ「援助交際してんじゃねーの？」と陰口を言われていた。後に努力して自力で痩せ、5年後に上京し、偶然遭遇した麻田達にりりこ譲りの完璧なスタイルを披露した。麻田に「今ここで働いてるので来てください」と名刺を渡した。服装は当時とは逆でロングヘアで高価な服やバッグ、指輪を身につけていた。顔ははっきり描かれていないが、元から高い鼻と分厚い唇、赤い頬は変わらなかった。
映画版では下の名前が「千加子」と漢字表示になっている。
せんせい
美容クリニックの院長。本名不明。りりこを含め、大勢の人々を非合法な美容整形で美しく仕立て上げている。しかし裏ではヒトの胎児や筋肉、脂肪、皮膚などを違法で手に入れて注射や移植等を行っている。更にその整形術は術後、拒絶反応を防ぐために免疫抑制剤や痛み止めなどを生涯飲み続けなくてはならない。また、薬を飲み続けてもいずれ肉体が崩壊していく可能性が高いという過酷なものであり、彼女に施術された患者が術後の後遺症に耐えられなくなり自殺するという被害が次々発生している。だが、「定期的なケアをしないで現状を維持できるなんて傲慢」と吐き捨てている。ラストでは逮捕されて取調べを受けている姿が描かれている。彼女自身は金はどうでもよく、「錬金術師」になろうとしており、この世に存在しえないもの、女達の欲望を形にする事を望んでいた。りりこ以外は結局失敗した。また、彼女自身は綺麗になりたいという事は考えておらず、幼い頃に中国人の母に開けられたピアスの穴以外体にほとんど手を加えておらず、化粧もせず、髪すら染めていなかった。5年後、クリニックに対する訴訟を起こしている元患者は156人。通院していた事を伏せ沈黙している人はその数倍と見込まれている。自殺した人は5年間で9人。うち、クリニック勤務者は4人であった。最初に結婚した夫は20数年間に渡り、出産を望む妊婦に不要な人工流産を行なったり子宮摘出した「沢田事件」と言われる東中野の沢田医院院長。平成2年に発覚し、裁判が続けられていたが、りりこが恋人から婚約指輪をもらった頃に自殺している。
映画版では「和智久子（わち ひさこ）」というフルネームが設定されている。

## 書籍情報
- 岡崎京子 『ヘルタースケルター』 祥伝社〈FEEL COMICS〉、全1巻
  1. 2003年4月8日発行、ISBN 978-4396762971

## 映画版
2012年7月14日に公開された日本映画。R15+指定。主演の沢尻エリカの5年ぶりの映画出演となった。

### キャスト
- りりこ（本名：比留駒 春子） - 沢尻エリカ
- 麻田 誠 - 大森南朋
- 羽田 美知子 - 寺島しのぶ
- 奥村 伸一 - 綾野剛
- 吉川 こずえ - 水原希子
- 沢鍋 錦二 - 新井浩文
- 保須田 久美 - 鈴木杏（友情出演）
- 塚原 慶太 - 寺島進
- 浜口 幹男 - 哀川翔
- 比留駒 千加子 - 住吉真理子
- 田辺 恵美利 - 近野成美
- 南部 貴男 - 窪塚洋介（友情出演）
- 和智 久子 - 原田美枝子
- 多田 寛子 - 桃井かおり
- Girlsナウ司会 - MEGUMI
- 汐見ゆかり
- マコ- 平愛梨
- 記者会見共演者 - 斎藤工(カメオ出演)
- 司会者 - 古坂大魔王
- 石橋杏奈(本人役)

### スタッフ
- 監督 - 蜷川実花
- 脚本 - 金子ありさ
- 原作 - 岡崎京子『ヘルタースケルター』（祥伝社フィールコミックス）
- プロデューサー - 宇田充、甘木モリオ
- 撮影 - 相馬大輔
- 照明 - 佐藤浩太
- 美術 - 小泉博康、ENZO
- 録音 - 阿部茂
- 編集 - 森下博昭
- VFXスーパーバイザー - 道木伸隆
- スタイリスト - 長瀬哲朗、篠塚奈美
- ヘアメイク - 冨沢ノボル
- 特殊メイク - 松岡象一郎
- 製作 - 映画『ヘルタースケルター』製作委員会（WOWOW、アスミック・エース、パルコ、ハピネットピクチャーズ、Yahoo! JAPAN、祥伝社、ラッキースター）
- 制作プロダクション - アスミック・エース、シネバザール
- 配給 - アスミック・エース

### 音楽
- サウンドトラック - 上野耕路
- テーマソング - 浜崎あゆみ「evolution」（avex trax）
- エンディングテーマ - AA=「The Klock」（SPEEDSTAR RECORDS）
- 挿入歌 - 戸川純「蛹化の女」

### 製作
映画は2012年1月中旬にクランクインし、2月21日にクランクアップした。
ポストプロダクションが完了し公開が近づいた5月15日、主演の沢尻が体調を崩したため、本作のPR活動を欠席すると発表された。監督の蜷川は「現場での彼女はりりこそのものでした」「『りりこの役がなかなか抜けない』と言っていた彼女に静養が必要なのは、必然のような気がします」と、沢尻が本作の役に入り込むあまり変調をきたしたことを語っている。
報道では7月5日開催のジャパン・プレミアにおいて復帰するという見通しが囁かれていたが、結局体調が回復せず、直前に欠席が発表された。当日は会場で手紙による沢尻から観客への謝罪のコメントが寄せられた。沢尻は7月14日の初日舞台挨拶で復帰した。
キャッチフレーズは「見たいものを、見せてあげる」

#### コラボレーション
本作は実在の雑誌や企業と多数のコラボレーションを行い、これらのコラボレーション広告の撮影風景が、映画の一場面となっている。映画中に登場する、りりこやこずえが表紙を飾る雑誌はすべて実在するもので、写真は監督の蜷川自身が撮り下ろし、中でも『VOGUE girl』などは現実に発売されている。スポンサーの一つであるパルコの2012年夏セール「グランバザール」のCMには、りりこ役の沢尻とこずえ役の水原が映画のキャラクターとして出演した。

### 封切り
日本では全国204スクリーンで公開され、2012年7月14、15日の初日2日間で興収2億3,353万3,030円、動員17万4,274人（3日間で興収3億4,817万3,390円、動員25万7,281人）になり映画観客動員ランキング（興行通信社調べ）で初登場第4位となった。8月29日、興行収入20億円、観客動員150万人を突破したことが発表された。最終興収は21.5億円。

### 海外映画祭
米国ロサンゼルスで開催している「LA EigaFest 2012」にて招待作品として上映された。

### 受賞歴
- 第17回新藤兼人賞 銀賞（蜷川実花）[16]
- 第36回日本アカデミー賞[17]
  - 優秀主演女優賞（沢尻エリカ）
  - 優秀助演女優賞（寺島しのぶ）

### 関連商品

#### Blu-ray・DVD
2012年12月21日発売。発売・販売元はハピネット。
- ヘルタースケルター スペシャル・エディション（2枚組）
  - ディスク1：本編ディスク
    - 映像特典
      - 特報・劇場予告編・TVスポット集
      - WOWOW特別TVスポット『りりことは何だったのか?』（大森南朋篇、寺島しのぶ篇、水原希子篇、綾野剛篇、新井浩文篇、哀川翔篇、窪塚洋介篇、桃井かおり篇）

    - 音声特典
      - オーディオコメンタリー（監督：蜷川実花×撮影：相馬大輔×美術：ENZO×スタイリスト：長瀬哲郎×プロデューサー：宇田充）

  - ディスク2：特典ディスク（Blu-ray版はBlu-ray、DVD版はDVDで収録）
    - メイキング
    - 未公開シーン集
    - インタビュー（監督：蜷川実花 / 沢尻エリカ）
    - イベント映像集（製作発表記者会見、ジャパンプレミア、初日舞台挨拶、台北映画祭）
    - WOWOW特番「映画『ヘルタースケルター』の世界」（極彩の蜷川ワールド篇、衝撃の豪華キャスト篇）

  - 初回限定特典
    - 特製スリーブケース

#### 書籍
- ヘルタースケルター 映画・原作 公式ガイドブック（2012年7月6日発売、祥伝社〈フィールコミックス〉）ISBN 978-4396765521
- 蜷川実花写真集 ヘルタースケルター HELTER-SKELTER MIKA NINAGAWA（2012年7月14日、パルコ）ISBN 978-4891949709

#### CD
- CD『ヘルタースケルター・オリジナル・サウンド・トラック』（2012年7月11日発売、avex trax）
- CD『蛹化（むし）の女 蜷川実花セレクション』（戸川純、2012年7月25日発売、ソニー・ミュージックダイレクト）

### 参考書籍
- ユリイカ2012年7月号 特集・蜷川実花 映画『ヘルタースケルター』の世界（青土社）ISBN 978-4791702398